# Начальник Генерального штаба Армии обороны Израиля
Начальник Генерального штаба Армии обороны Израиля (ивр. ראש המטה הכללי‎ рош ха-мате́ ха-клали́, сокращённо ивр. הרמטכ"ל‎ ха-раматка́ль) — высшая военная должность в Армии обороны Израиля, глава Генерального штаба и верховный командир израильской армии.
Действующим Начальником Генерального штаба является генерал-лейтенант Эяль Замир, который вступил на должность 5 марта 2025 года.

## Положение Начальника Генштаба
Статус Начальника Генштаба закреплён положением статьи 3(алеф) Основного закона: Армия, определяющим Начальника Генштаба «высшим командным звеном в армии».
В соответствии с уставными положениями Армии обороны Израиля Начальник Генштаба и Генштаб представляются частью структуры, названной «Генеральное командование» (ивр. המפקדה הכללית‎ ха-мифкада́ ха-клали́т), в рамках которой Начальник Генштаба является «главой Генерального командования» и «верховным командиром армии».
Вопрос определения механизма субординации самого Начальника Генштаба вызывает дискуссии по сей день, так как положения Основного закона: Армия, принятого вследствие рекомендаций Комиссии Аграната по результатам Войны Судного дня с целью разъяснения принципов подчинения армии гражданскому политическому эшелону, хоть и определили принцип подотчётности армии правительству, не определили точного механизма взаимодействия армейского командования с правительством. В соответствии с формулировкой статьи 3(бет) Основного закона: Армия, Начальник Генштаба «субординирован» министру обороны (ивр. כפוף לשר הבטחון‎), но одновременно «находится в повиновении» у правительства (ивр. נתון למרות הממשלה‎), что вызывает толкования о границах командных полномочий министра обороны по отношению к Начальнику Генштаба и армии. Сложившаяся ситуация вызывала в прошлом трения между Начальниками Генштаба и министрами обороны.

## Назначение и срок полномочий
В соответствии с положением статьи 3(гимель) Основного закона: Армия, Начальник Генштаба назначается Правительством Израиля по рекомендации министра обороны.
Продолжительность срока полномочий Начальника Генштаба не закреплена на законодательном уровне, но в соответствии со сложившейся практикой, начавшейся в период службы генерал-лейтенанта Ицхака Рабина на посту, Начальник Генштаба назначается на трёхлетний срок с предоставлением возможности Правительству Израиля продлить данный срок ещё на один год.
Начальниками Генштаба, отслужившими на посту с тех пор менее четырёх лет, стали генерал-лейтенант Хаим Ласков, попросивший уйти в отставку из-за разногласий с заместителем министра обороны Шимоном Пересом, генерал-лейтенант Давид Элазар, ушедший в отставку вследствие рекомендаций Комиссии Аграната по результатам Войны Судного дня, генерал-лейтенант Амнон Липкин-Шахак, попросивший преждевременно завершить службу вследствие решения начать политическую карьеру, генерал-лейтенант Моше Яалон, отслуживший на посту три года вследствие решения не продлевать срок его полномочий на четвёртый год ввиду его возражений против Плана одностороннего размежевания, генерал-лейтенант Дан Халуц, ушедший в отставку вследствие рекомендаций Комиссии Винограда по результатам Второй ливанской войны, и генерал-лейтенант Херци Ха-Леви, ушедший в отставку в знак принятия ответственности за события вторжения ХАМАС в Израиль 7 октября 2023 года.
Единственным Начальником Генштаба, получившим продление срока полномочий на пятый год и отслужившим на посту пять лет, стал генерал-лейтенант Рафаэль Эйтан.

## Звание

Погоны генерал-лейтенанта (рав-алуф)

По вступлении на должность Начальнику Генштаба присваивается высшее воинское звание: генерал-лейтенант (рав-алуф).
За исключением прежнего Начальника Генштаба, который может находится в отпуске накануне выхода в запас по завершении должности, и других редких случаев (вроде временного присвоения звания судье для проведения дисциплинарного процесса над Начальником Генштаба) Начальник Генштаба является единственным офицером в данном звании на регулярной службе в Армии обороны Израиля.
Принцип присвоения звания генерал-лейтенанта исключительно Начальнику Генштаба был закреплён в Армии обороны Израиля в 1954 году, при этом в установившем данный принцип распоряжении предписывалось понижение Начальника Генштаба до звания генерал-майора (алуф) по завершении должности, и только в 1960 году было установлено, что Начальник Генштаба сохранит звание генерал-лейтенанта и по завершении должности.

## Полномочия и функции
Как уже отмечено, Начальник Генштаба является по армейскому уставу «верховным командиром армии», а доктринальный документ «Стратегия Армии обороны Израиля» от 2015 года определяет Начальника Генштаба «единственным общевойсковым командиром Армии обороны Израиля», командующим всеми операциями армии посредством Генерального штаба.
В соответствии с положениями данного доктринального документа, Генштаб — совместно с Начальником Генштаба и под его руководством — отвечает за координацию и синхронизацию всех усилий, предпринимаемых на всех театрах военных действий, включая усилия отдельных главных штабов и округов Армии обороны Израиля, при этом проводя баланс в распределении ресурсов армии в соответствии с установленными приоритетами и являясь единственным звеном, через которое к армии обращается политический эшелон государства, и единственным органом, уполномоченным преобразовывать политические директивы в приказы командования. Там же определено, что Начальник Генштаба командует всеми кампаниями Армии обороны Израиля и определяет все усилия и задачи, порученные главным штабам и округам армии, он же устанавливает стратегические и оперативные концепции для достижения задач, возложенных на главные штабы и округи армии, и для определения способа взаимодействия между отдельными главными штабами и округами.

Морской флаг Начальника Генштаба

Однако в соответствии с теми же положениями Генштаб определён главным штабом оперативного управления лишь относительно сухопутных войск Израиля Армии обороны Израиля. Таким образом, штабы командования ВВС Армии обороны Израиля и ВМС Армии обороны Израиля не находятся под оперативным управлением Генштаба, подчинённого Начальнику Генштаба, и только лично Начальник Генштаба является верховным командиром всех видов вооружённых сил Армии обороны Израиля: ВВС, ВМС и (посредством Генштаба) сухопутных войск. Данная ситуация неоднократно описывалась как аномальная: так, командующий ВВС Израиля Бени Пелед описал позицию Начальника Генштаба как «отца, у которого есть три дочери, но на одной из них он ещё и женат». Однако данная ситуация укоренилась, и армейское руководство считает её соответствующей размеру армии и основным направлениям её деятельности.
В видении, представленном Начальником Генштаба генерал-лейтенантом Гади Айзенкотом, на Начальника Генштаба возложены три принципальные роли: видение общей стратегической картины войны, широкое стратегическое видение, касающееся области большой стратегии, и оперативное видение, охватывающее все виды вооружённых сил. Он выполняет функцию связующего звена между армией и Правительством Израиля в качестве советника по военному строительству и применению военной силы, в качестве командира армии в ходе военных кампаний и в качестве исполнителя директив Правительства Израиля относительно армии.
Принимая во внимание лидерскую позицию Начальника Генштаба как верховного командира Армии обороны Израиля, Начальник Генштаба исторически занимал важную символическую роль в определении морально-ценностных ориентиров армии, что выражается, помимо прочего, в периодических публикациях «Приказа дня» (ивр. פקודת יום‎) — воззваний Начальника Генштаба, направленных всем военнослужащим и отражающих видение Начальника Генштаба относительно актуальных социальных вызовов, а также ценностные приоритеты и этические принципы, которые он желает привить в армии.

## Дальнейшая карьера Начальников Генштаба
Среди бывших Начальников Генштаба четырнадцать, то есть более половины, начали политическую карьеру вскоре после завершения своей должности. Предпосылками для подобного карьерного пути являются, помимо прочего, личные лидерские свойства офицеров, дошедших до пика армейской карьеры, их надпартийный образ, личный поиск достойной второй карьеры по завершении военной карьеры в относительно молодом возрасте, общественный вес и широкая медийная знаменитость высокопоставленных армейских офицеров в свете критической важности вопросов обороны в национальной повестке дня Израиля, общественное восприятие зависимости ожидаемого успеха кандидатов на ключевые политические посты от их компетентности в оборонных вопросах, крепкие связи бывших Начальников Генштаба с политической элитой.
При этом два бывших Начальника Генштаба — Ицхак Рабин и Эхуд Барак — дошли в рамках своей политической карьеры до поста премьер-министра Израиля, а большинство остальных бывших Начальников Генштаба, избравших политическую карьеру — Игаэль Ядин, Моше Даян, Хаим Бар-Лев, Мордехай Гур, Рафаэль Эйтан, Амнон Липкин-Шахак, Шауль Мофаз, Моше Яалон, Габи Ашкенази, Бени Ганц и Гади Айзенкот — занимали различные министерские посты в Правительстве Израиля, и лишь Цви Цур был «рядовым» депутатом кнессета.
При этом подавляющее большинство Начальников Генштаба тяготели к левому политическому лагерю или центристским партиям: лишь Рафаэль Эйтан действовал в рамках правых партий «Тхия» и «Цомет» (в последней также в рамках политического альянса «Ликуд-Гешер-Цомет»), а Шауль Мофаз и Моше Яалон, хоть и начали политическую карьеру в правой партии «Ликуд», перешли в дальнейшем в политический центр.
Как и другие офицеры армии в звании генерал-майора или генерал-лейтенанта, бывший Начальник Генштаба не вправе представить свою кандидатуру на выборах в кнессет, если на день проведения выборов не пройдёт три года со дня его увольнения со службы (однако данное ограничение не применяется, если в тот же трёхлетний срок выборы в кнессет проводятся во второй и любой последующий раз). Он также не может занять министерскую должность в Правительстве Израиля в течение трёх лет со дня увольнения со службы. Законодательная поправка, продлившая данный «период охлаждения» (ивр. תקופת הצינון‎) с шестимесячного до трёхлетнего срока, была принята в 2007 году. Применявшийся до этого шестимесячный «период охлаждения» был установлен законодательной поправкой, принятой в 2001 году, а до этого ко всем офицерам сверхсрочной службы вне зависимости от их звания применялся 100-дневный «период охлаждения».